# Проспект Петра Калнишевського
Проспект Петра Калнишевського у Індустріальному районі міста Дніпро.

## Опис
Проспект тягнеться з півночі на південь від Байкальської вулиці до вулиці Богдана Хмельницького. Довжина проспекту 1500 метрів.

## Історія
Історична назва цієї вулиці – Бульварна. З'явилася вона наприкінці 50х – на початку 60х років XX століття. В той час тодішній Дніпропетровськ інтенсивно розширював свою територію, особливо на Лівобережжі. На піщаних кучугурах на схід від Новомосковського шосе (тепер – Слобожанський проспект) достатньо швидко з'явилася крупна міська магістраль.  

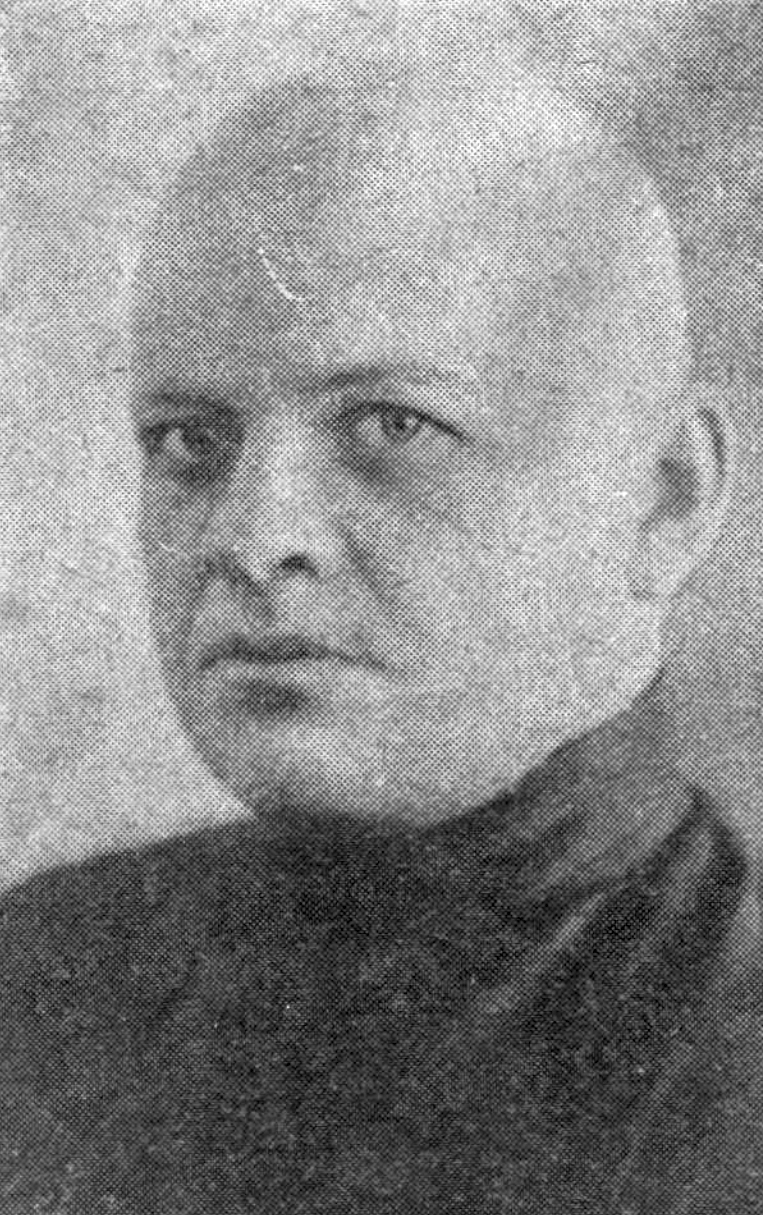
Станіслав Косіор

Рішенням міськради від 9 квітня 1964 р. № 218 вулиця Бульварна була перейменована на вулицю Косіора. 
Житловий район вулиці Косіора забудовувався з кінця 1950-их до кінця 1980-их років на місцевості Кучугури. 2015 вулиця Косіора перейменована на проспект на честь останнього кошового отамана Запорозької Січі Петра Калнишевського в рамках закона про декомунізацію.

## Будівлі
- № 1 — Північний базар,
- № 1а — готель «Північний»,
- № 27 — Палац культури «Металург»,
- № 31 — колишній Будинок побуту,
- № 34а — радянський магазин «Маяк»,
- № 36а — радянський магазин «Електрон»,
- № 46 — Храм Святого Архістратига Михайла (УПЦ МП),
- № 54 — Навчально-реабілітаційний центр для дітей з порушеннями слуху «Веселка»,
- № 55 — Соціальне забезпечення Індустріального району,
- 70а — клуб школярів «Ровесник».

## Перехресні вулиці
- Старочумацька вулиця
- Батумська вулиця
- вулиця Квітки Цісик
- Калинова вулиця
- вулиця Богдана Хмельницького

## Маршрутки й Автобуси
- Маршрут «31» Зупиняється біля Палацу Культури "Металург"
- Маршрут «36» Кінцева зупинка біля АТБ-Маркет
- Маршрут «95» Кінцева на зупинці біля Електрону
- Маршрут «95а» Кінцева на зупинці біля Електрону
- Маршрут «57а» Кінцева на зупинці біля Електрону